# وتزیکون
شهر وتزیکون  در بخش انویل در ایالت زوریخ در کشور سوئیس واقع شده‌است که ۱۸٬۷۰۰ نفر  جمعیت دارد.

## نگارخانه

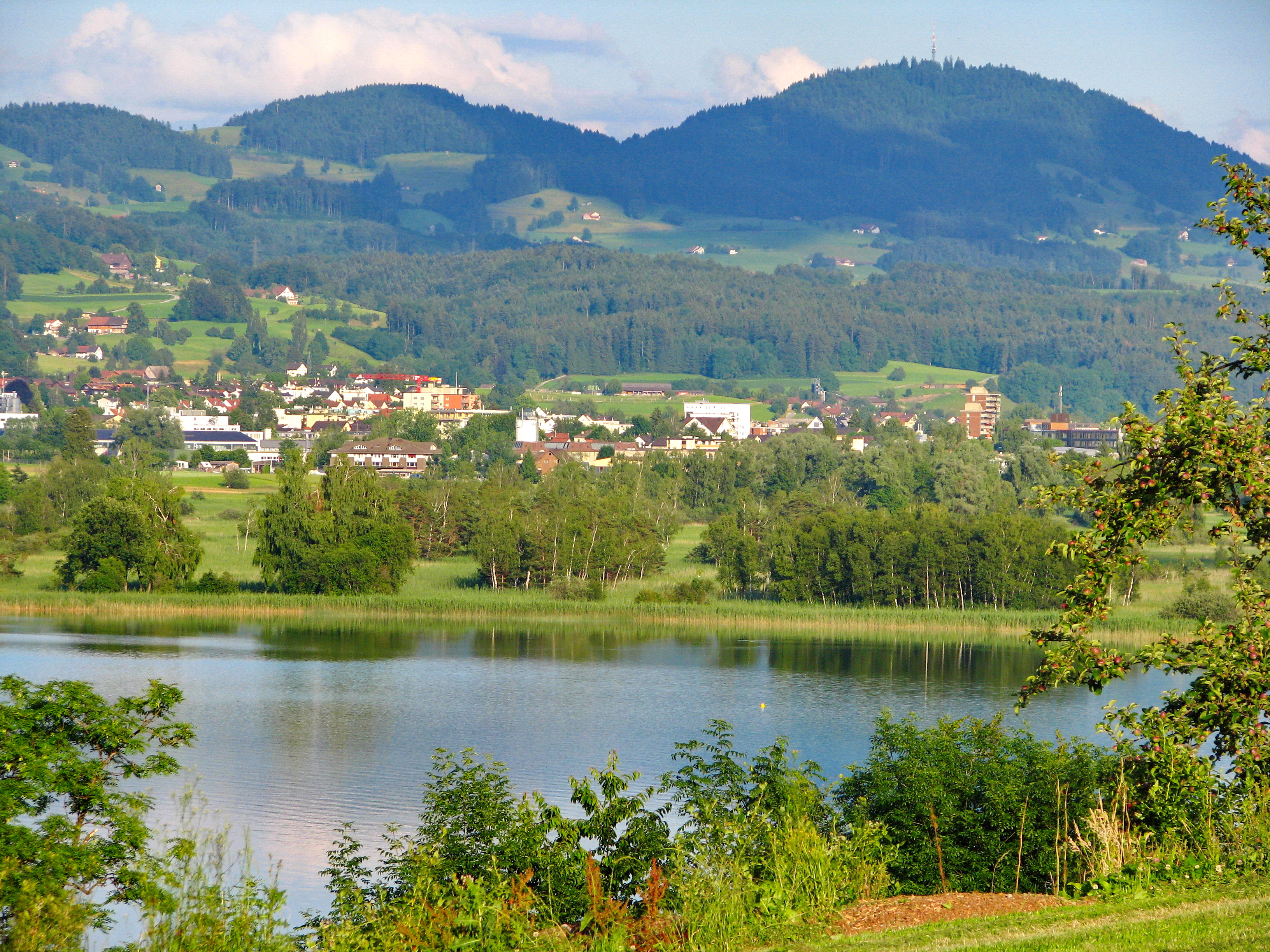
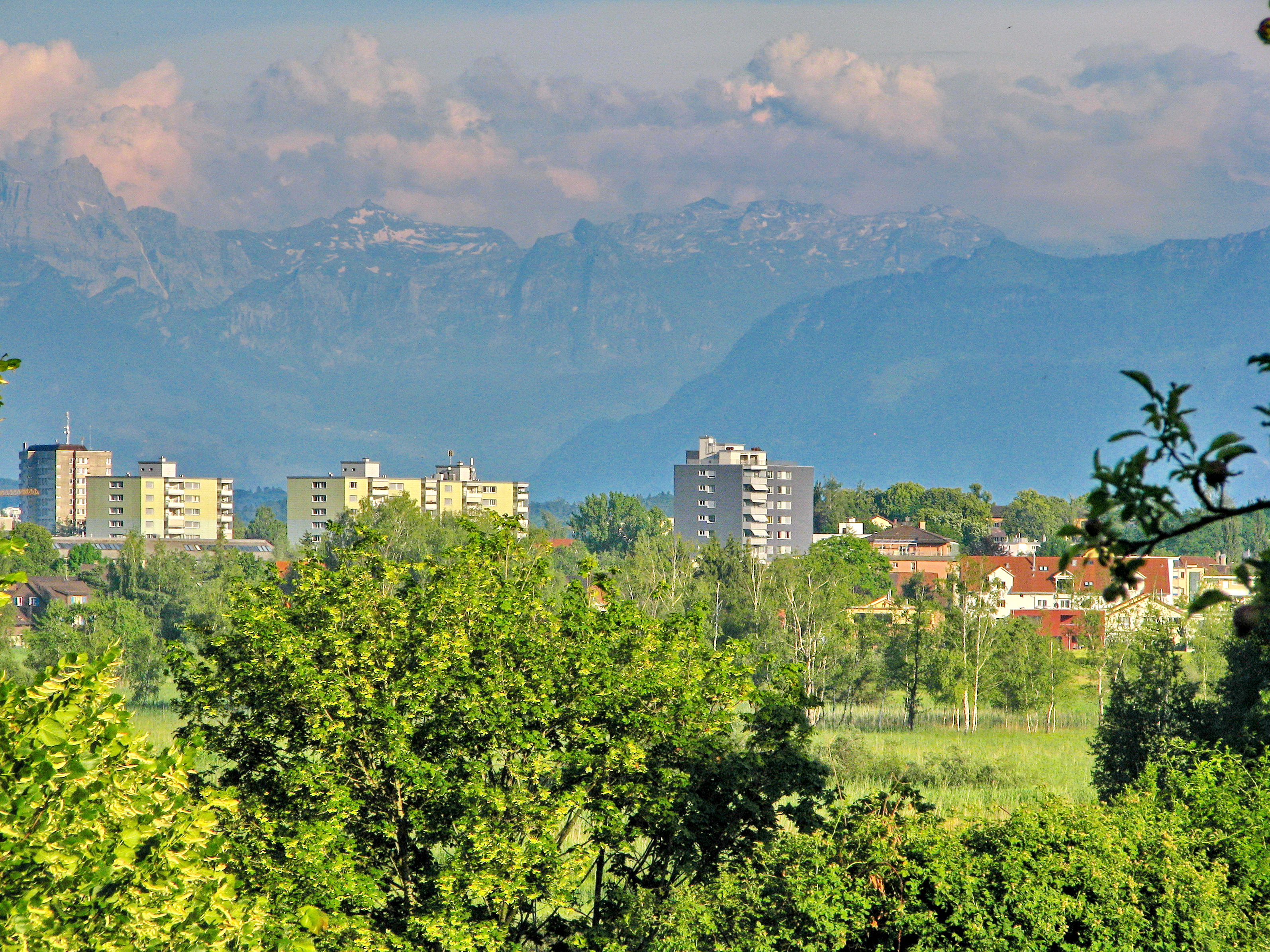
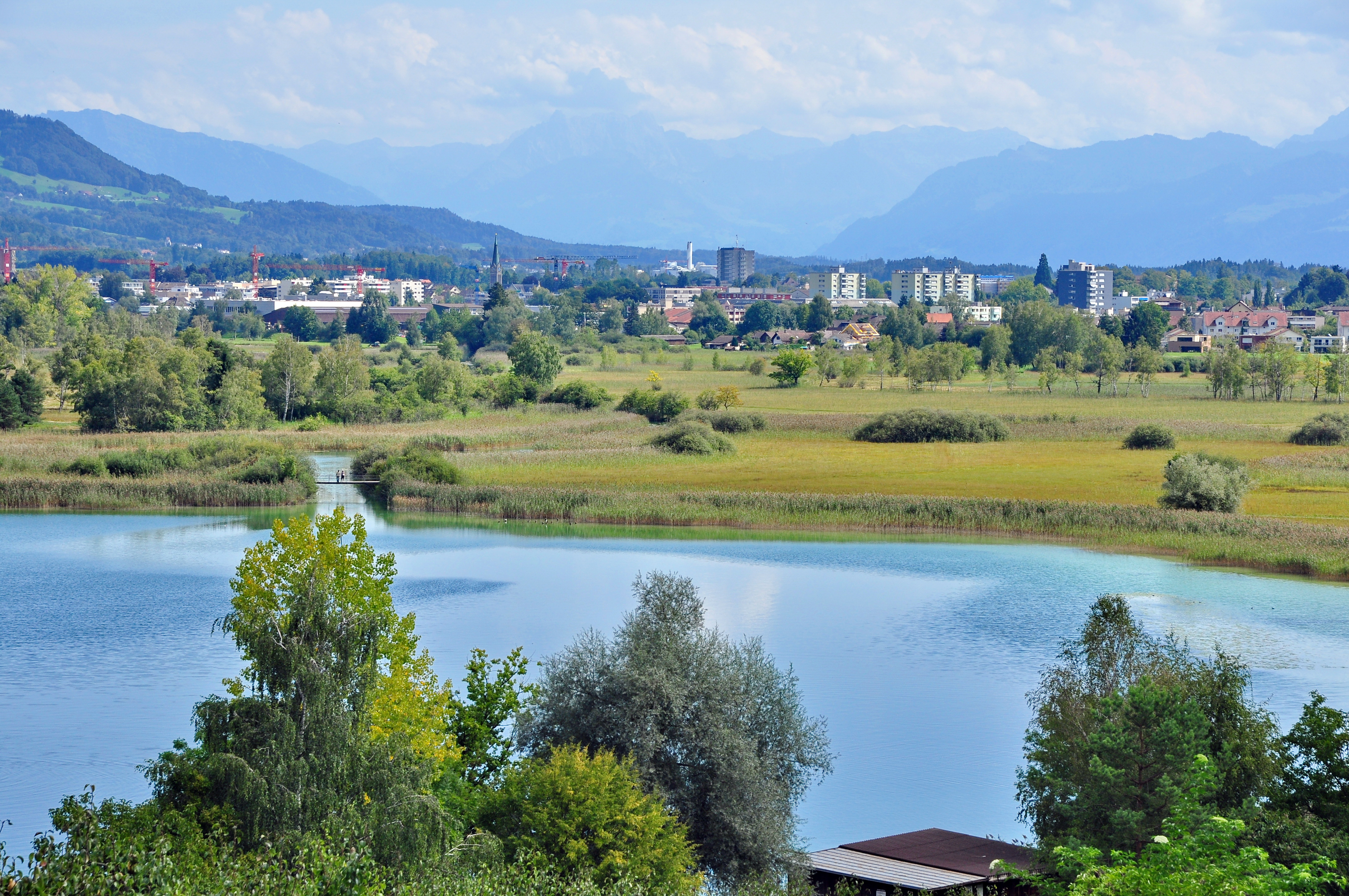
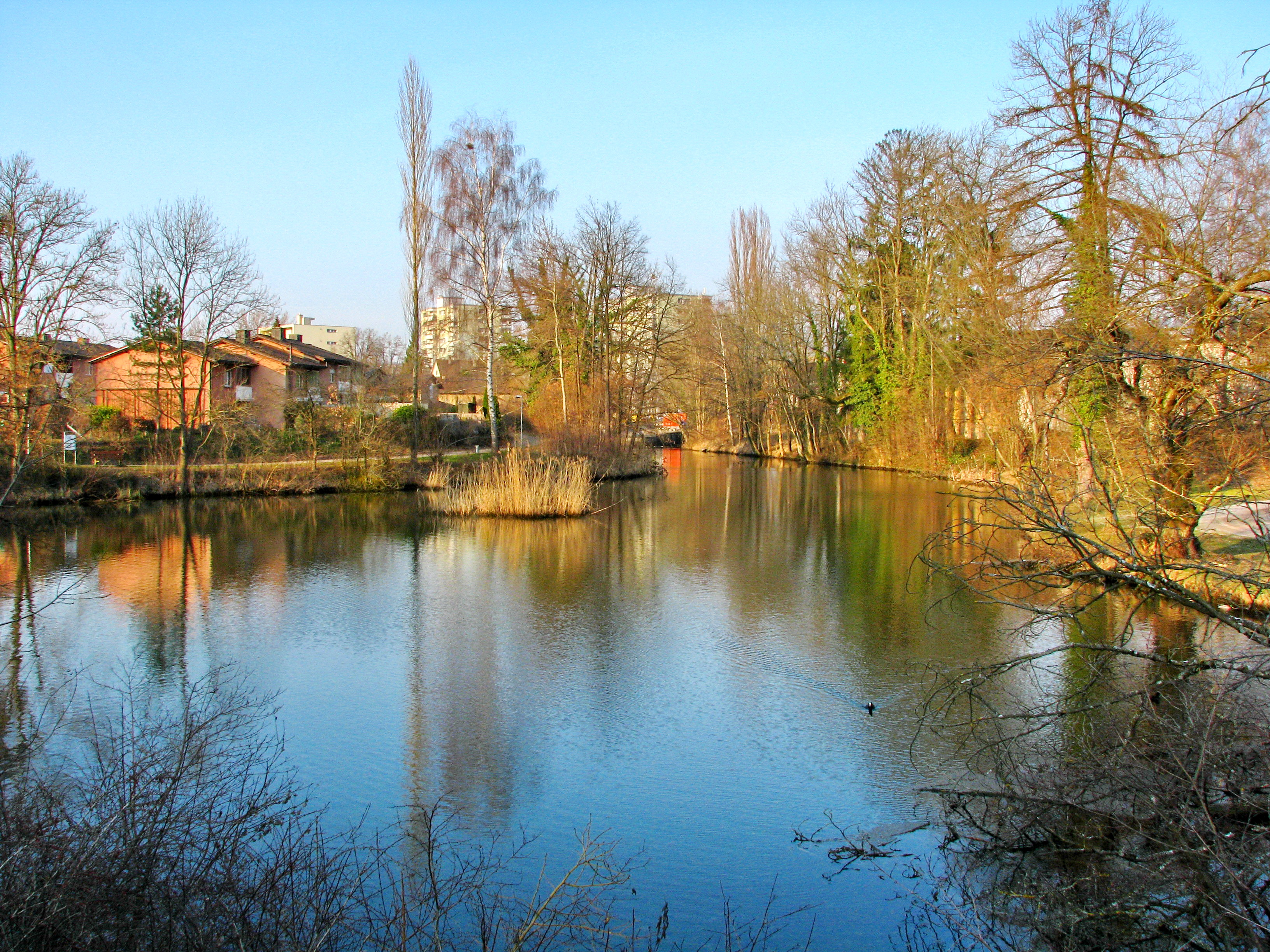
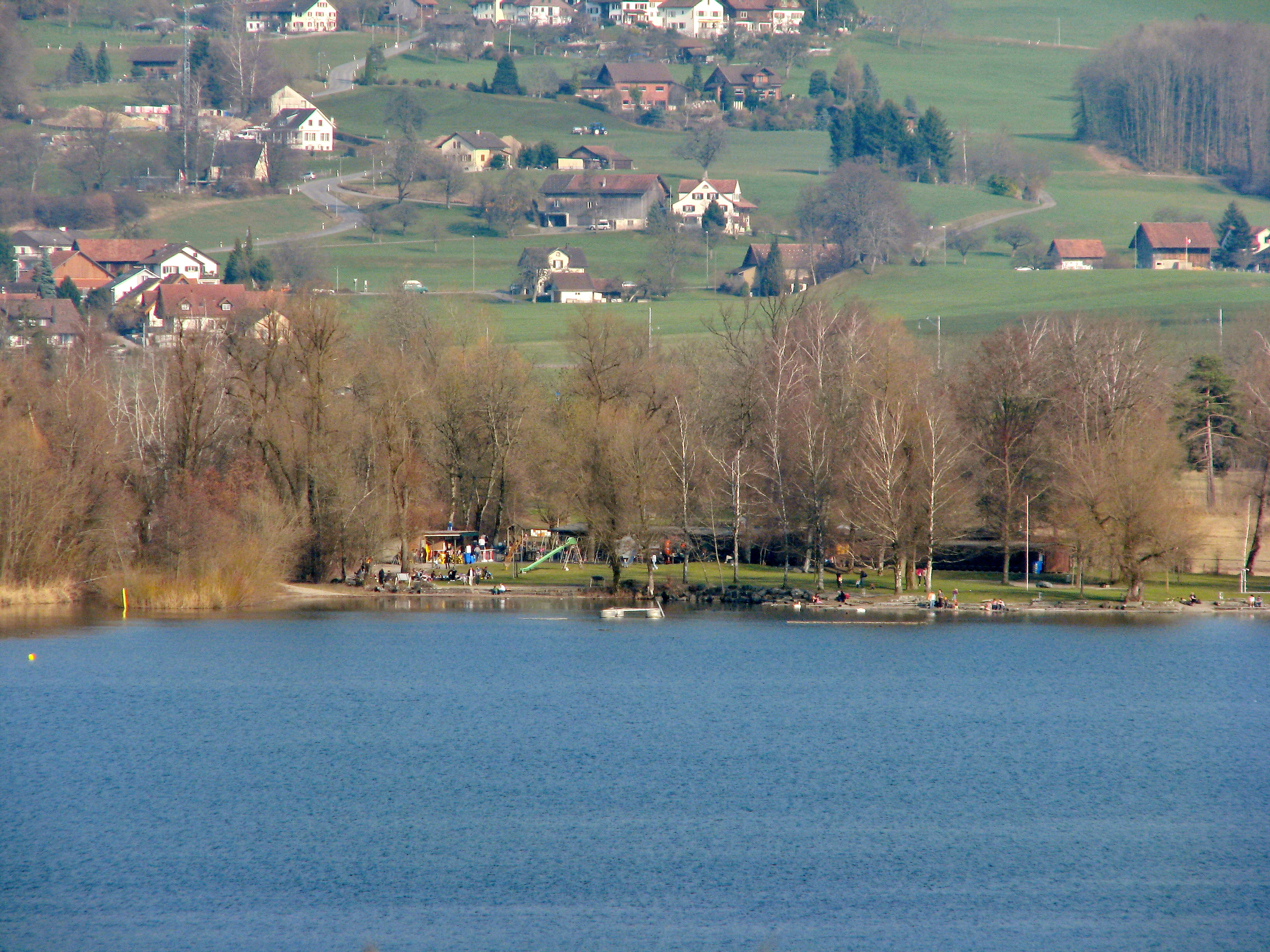
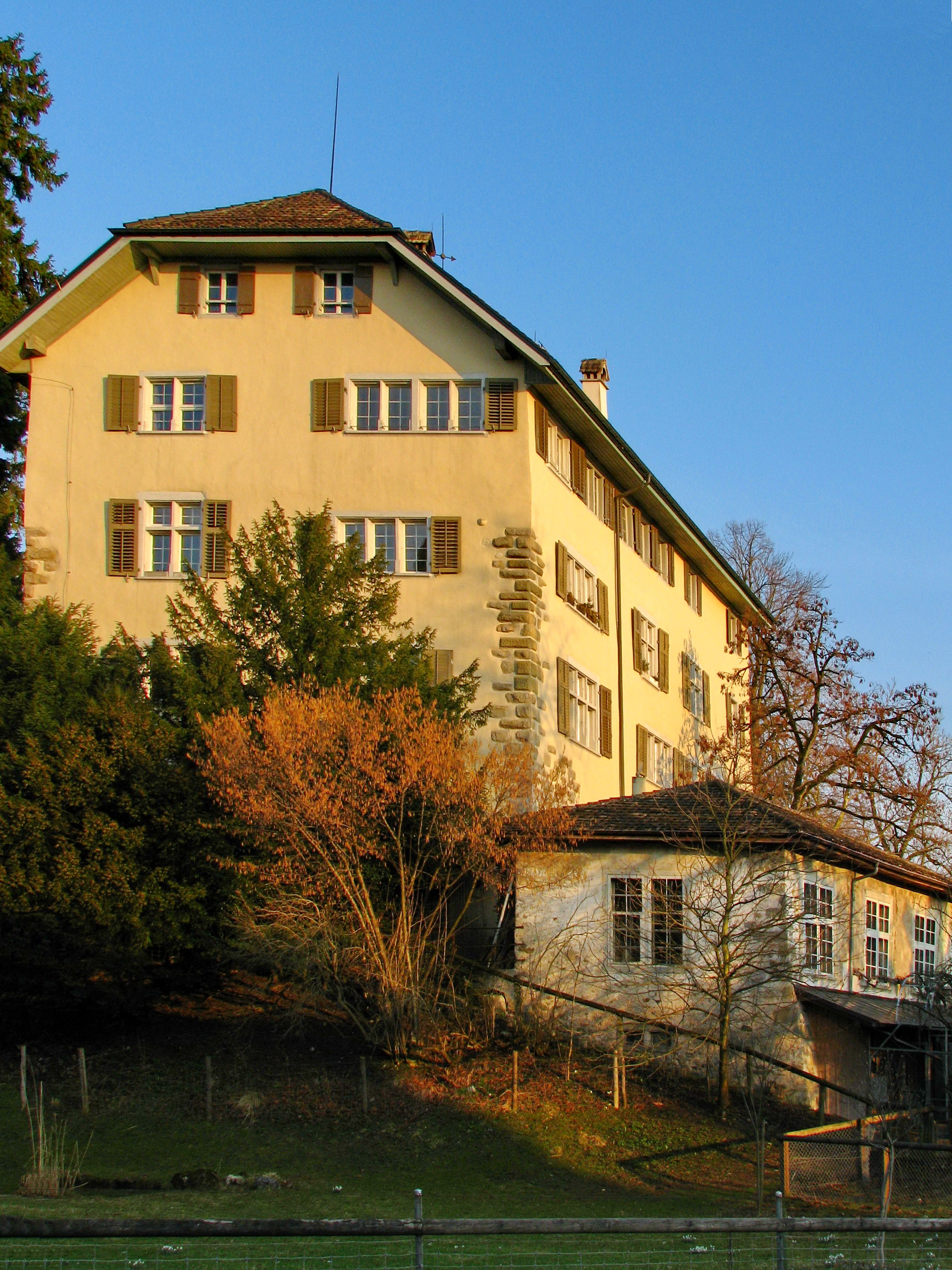
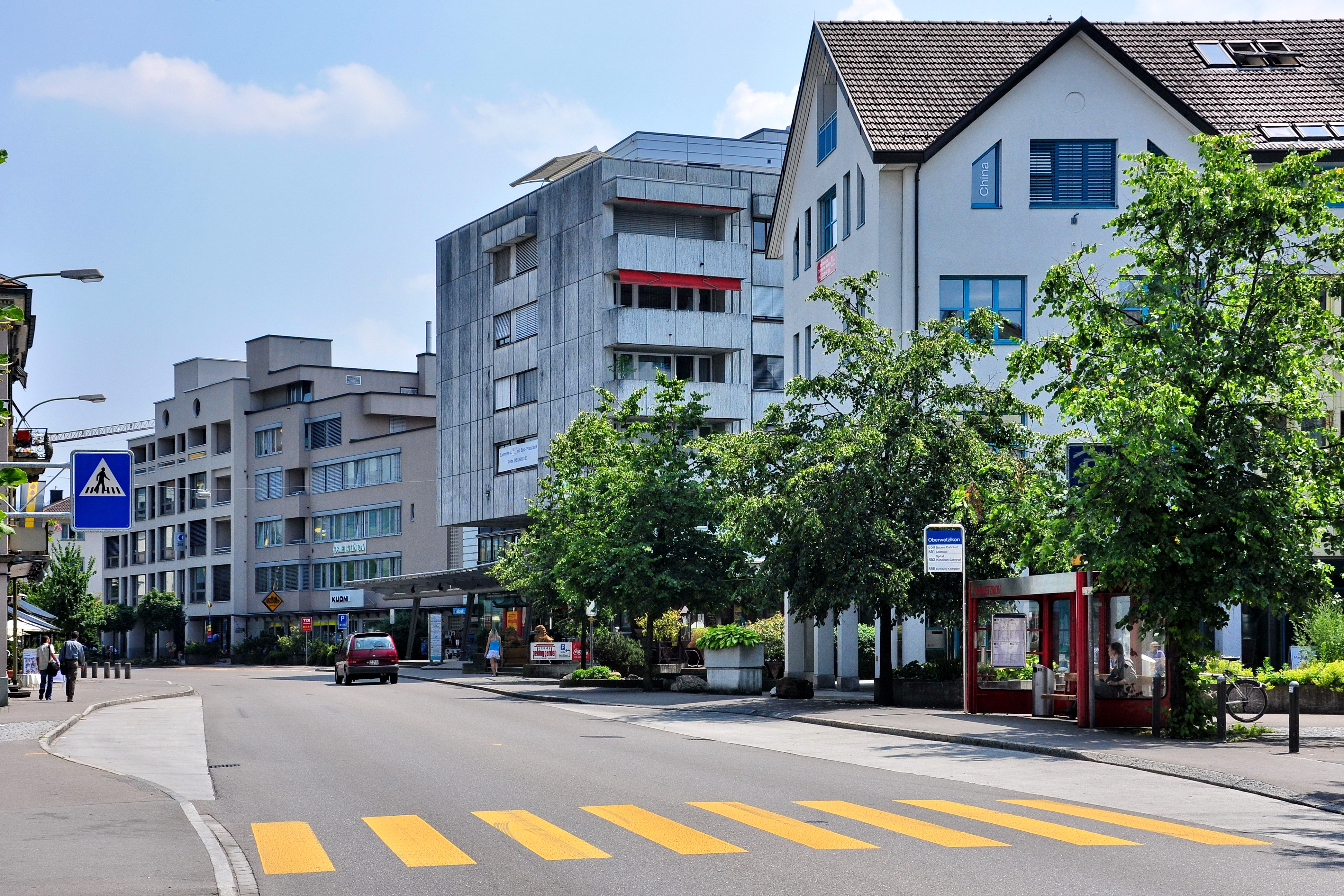